# قاتل حرفه‌ای (فیلم ۱۹۳۲)
قاتل حرفه‌ای (انگلیسی: The Hatchet Man) یک فیلم درام جنایی به کارگردانی ویلیام ولمن است که در سال ۱۹۳۲ منتشر شد. از بازیگران آن می‌توان به ادوارد جی. رابینسون، لرتا یانگ، تالی مارشال و جی. کارول نایش اشاره کرد.